# Дворкино
Дворкино (Фриденберг до 1947 года) — посёлок в Правдинском районе Калининградской области. Входит в состав Правдинского городского поселения.

## Население
| 2002 | 2010 |
| ---- | ---- |
| 344  | ↘218 |

## История
Впервые Фриденберг (нем. Friedenberg) в качестве рыцарского имения Ханса Траупе, в котором была построена кирха, упоминается под 1376 годом. После 1466 года имение стало собственностью семьи фон Мерклихенроде, позднее принадлежало семье фон Дамарау и канцлеру Иоганну фон Крейцену. В качестве приданого Фриденберг перешел к семье фон Виттенау, которая владела имением несколько веков. В 1735 году во Фриденберге была открыта школа, проработавшая до 1945 года.
В 1910 году во Фриденберге проживало 252 человека. В начале XX века имение приобрел Лотарь фон Калькштайн, построивший здесь роскошный господский дом. В 1933 году население Фриденберга составляло 395 человек, в 1939 году — 383 человека. Последним владельцем имения, в 1938—1945 годах, был Хайнц Бёттигер, перестроивший усадьбу.
В 1947 году Фриденберг был переименован в поселок Дворкино.

## Достопримечательности
Приходская кирха Фриденберга, построена ещё в XIV веке, с 1988 года заброшена.